# Izumi Ashikawa
Izumi Ashikawa (japanisch 芦川 いずみ Ashikawa Izumi; * 6. Oktober 1935 in Tokio, Japanisches Kaiserreich) ist eine ehemalige japanische Schauspielerin.
1953 wurde Ashikawa vom Regisseur Yuzo Kawashima entdeckt und begann bei den Shochiku-Studios zu arbeiten. Ihr Filmdebüt gab sie im Film Tokyomadamu to Osakafujin von Yuzo Kawashima. 1955 wechselte sie zu den Nikkatsu-Studios und erfreute sich dort wachsender Popularität. 1968 heiratete Ashikawa den Schauspieler Tatsuya Fuji, mit dem sie ein Kind hat, und gab die Schauspielerei auf. Ihr letzter Film war der Film Kōto no Taiyō, der 1968 erschien.

## Filmographie (Auswahl)
- 1953: Tokyomadamu to Osakafujin
- 1956: The Baby Carriage
- 1956: The Balloon
- 1957: Sun in the Last Days of the Shogunate
- 1957: Suzaki Paradise: Akashingō
- 1957: Man Who Causes a Storm
- 1958: Kurenai no Tsubasa
- 1959: A Slope in the Sun
- 1960: Mutekiga Ore o Yondeiru
- 1961: Man with a Shotgun
- 1964: Die Liebe des Mächens Kiyono
- 1966: Die Geschichte vom Prinzen Genji
- 1968: Outlaw: Gangster VIP 2
- 1968: Kōto no Taiyō